# Žunjeviće
Žunjeviće (em cirílico: Жуњевиће) é uma vila da Sérvia localizada no município de Novi Pazar, pertencente ao distrito de Ráscia, na região de Stari Vlah, Ráscia e Sanjaco. A sua população era de 348 habitantes segundo o censo de 2011.

## Demografia
| 1948 | 1953 | 1961 | 1971 | 1981 | 1991 | 2002 | 2011 |
| ---- | ---- | ---- | ---- | ---- | ---- | ---- | ---- |
| 532  | 584  | 636  | 608  | 428  | 255  | 211  | 348  |